# Tỷ lệ nợ trên GDP

Biểu đồ nhiệt về sự phát triển tỷ lệ nợ trên GDP của các nước châu Âu, tính theo phần trăm GDP.

Trong kinh tế học, Tỷ lệ nợ trên GDP là tỷ lệ giữa nợ chính phủ của một quốc gia (tính bằng đơn vị tiền tệ) và tổng sản phẩm quốc nội (GDP) (tính theo đơn vị tiền tệ mỗi năm). Tỷ lệ nợ trên GDP thấp cho thấy một nền kinh tế sản xuất và bán hàng hóa và dịch vụ đủ để trả nợ mà không phải chịu thêm nợ. Cân nhắc địa chính trị và kinh tế - bao gồm lãi suất, chiến tranh, suy thoái và các biến số khác - ảnh hưởng đến các hoạt động vay mượn của một quốc gia và lựa chọn phát sinh thêm nợ.

## Thống kê toàn cầu
Vào cuối quý 2 năm 2017, tỷ lệ nợ công trên GDP của Hoa Kỳ ở mức 103,8%. Mức nợ công ở Nhật Bản là 246,1% GDP, ở Trung Quốc là 16,7% và ở Ấn Độ là 61,8%, năm 2017 theo IMF,, trong khi tỷ lệ nợ công trên GDP vào cuối quý 2 Năm 2016 là 70,1% GDP ở Đức, 89,1% ở Anh, 98,2% ở Pháp và 135,5% ở Ý, theo Eurostat.
Hai phần ba nợ công của Hoa Kỳ thuộc sở hữu của công dân, ngân hàng, tập đoàn và Ngân hàng Dự trữ Liên bang Hoa Kỳ;; khoảng một phần ba nợ công của Hoa Kỳ do nước ngoài nắm giữ - đặc biệt là Trung Quốc và Nhật Bản. Ngược lại, ít hơn 5% nợ công của Ý và Nhật Bản được nắm giữ bởi nước ngoài.
Riêng trong kinh tế vĩ mô, có thể tính được các tỷ lệ nợ trên GDP khác nhau. Tỷ lệ được sử dụng phổ biến nhất là nợ chính phủ chia cho tổng sản phẩm quốc nội (GDP), phản ánh tài chính của chính phủ, trong khi tỷ lệ phổ biến khác là tổng nợ trên GDP, phản ánh tài chính của quốc gia là một khoản nợ